# Nordische Skiweltmeisterschaften 2013/Teilnehmer (Österreich)
Österreich nahm an den 49. Nordischen Skiweltmeisterschaften, die vom 20. Februar bis 3. März 2013 im Fleimstal in Italien ausgetragen wurden, mit einer Delegation von 25 Athleten (17 Männer, 8 Frauen) teil.
Insgesamt eroberten die Sportler des Österreichischen Skiverbandes 7 Medaillen, davon vier im Skispringen der Männer und Frauen und 3 in der Nordischen Kombination. Höhepunkt des sportlichen Erfolges war die Goldmedaille im Mannschaftswettbewerb der Skispringer.
Die Skisprungmannschaft der Männer umfasste 6 Mitglieder, wobei Andreas Kofler als Ersatzmann nicht zum Einsatz kam; jene der Frauen bestand aus 3 Sportlerinnen. Der Mannschaft der Nordischen Kombinierer gehörten 6 Athleten an, wobei hier Tomaz Druml als Ersatzmann ohne Einsatz blieb. In den Skilanglaufwettbewerben wurde Österreich von je 5 Männern und Frauen vertreten, wobei hier Natalie Schwarz als Ersatzfrau keinen Einsatz hatte.

## Skilanglauf

### Männer
| Athlet             | Verein              | Wettbewerb              | Rang      |
| ------------------ | ------------------- | ----------------------- | --------- |
| Johannes Dürr      | SC Göstling-Hochkar | Einzel 15 km Freistil   | 43.       |
| Johannes Dürr      | SC Göstling-Hochkar | Skiathlon 30 km kl./fr. | 15.       |
| Max Hauke          | WSV Liezen          | Einzel 15 km Freistil   | 45.       |
| Max Hauke          | WSV Liezen          | Sprint 1,5 km kl.       | 48. (Qu.) |
| Aurelius Herburger | SV Sulzberg         | Einzel 15 km Freistil   | DNF       |
| Aurelius Herburger | SV Sulzberg         | Sprint 1,5 km kl.       | 52. (Qu.) |
| Bernhard Tritscher | Skiklub Saalfelden  | Einzel 15 km Freistil   | 51.       |
| Bernhard Tritscher | Skiklub Saalfelden  | Teamsprint 6x1,5 km fr. | 7. (SF)   |
| Harald Wurm        | WSV Vomp            | Teamsprint 6x1,5 km fr. | 7. (SF)   |

### Frauen
| Athlet              | Verein               | Wettbewerb               | Rang      |
| ------------------- | -------------------- | ------------------------ | --------- |
| Veronika Mayerhofer | SC Bad Gastein       | Staffel 4 × 5 km kl./fr. | 11.       |
| Kerstin Muschet     | Union Rosenbach      | Sprint 1,2 km kl.        | 39. (Qu.) |
| Kerstin Muschet     | Union Rosenbach      | Team-Sprint 6x1,2 km kl. | 16. (SF)  |
| Kerstin Muschet     | Union Rosenbach      | Staffel 4 × 5 km kl./fr. | 11.       |
| Nathalie Schwarz    | SU Zwettl            | Kein Einsatz (Ersatz)    | -         |
| Kateřina Smutná     | Heeres SV Saalfelden | Sprint 1,2 km Kl.        | 13. (VF)  |
| Kateřina Smutná     | Heeres SV Saalfelden | Team-Sprint 6x1,2 km     | 16. (SF)  |
| Kateřina Smutná     | Heeres SV Saalfelden | Skiathlon 15 km kl./fr.  | 18.       |
| Kateřina Smutná     | Heeres SV Saalfelden | Staffel 4 × 5 km kl./fr. | 11.       |
| Teresa Stadlober    | SC Radstadt          | Einzel 10 km Freistil    | 26.       |
| Teresa Stadlober    | SC Radstadt          | Skiathlon 15 km kl./fr.  | 29.       |
| Teresa Stadlober    | SC Radstadt          | Staffel 4 × 5 km kl./fr. | 11.       |

## Nordische Kombination

### Männer
| Athlet           | Verein                   | Wettbewerb                                  | Rang |
| ---------------- | ------------------------ | ------------------------------------------- | ---- |
| Christoph Bieler | Heeres SV Absam-Bergisel | Einzel Großschanze HS 130 / 10 km           | 16.  |
| Christoph Bieler | Heeres SV Absam-Bergisel | Einzel Kleinschanze / 10 km                 | 8.   |
| Wilhelm Denifl   | SV Innsbruck-Bergisel    | Einzel Normalschanze HS 100 / 10 km         | 20.  |
| Wilhelm Denifl   | SV Innsbruck-Bergisel    | Einzel Großschanze HS 130 / 10 km           | 7.   |
| Wilhelm Denifl   | SV Innsbruck-Bergisel    | Team-Sprint Großschanze HS 130 / 2 × 7,5 km | 2.   |
| Wilhelm Denifl   | SV Innsbruck-Bergisel    | Team Normalschanze HS 100 / 4 × 5 km        | 5.   |
| Tomaž Druml      | SV/ŠD Achomitz/Zahomec   | Kein Einsatz (Ersatz)                       | -    |
| Bernhard Gruber  | SC Bischofshofen         | Einzel Normalschanze HS 100 / 10 km         | 13.  |
| Bernhard Gruber  | SC Bischofshofen         | Einzel Großschanze HS 130 / 10 km           | 2.   |
| Bernhard Gruber  | SC Bischofshofen         | Team-Sprint Großschanze HS 130 / 2 × 7,5 km | 2.   |
| Bernhard Gruber  | SC Bischofshofen         | Team Normalschanze HS 100 / 4 × 5 km        | 5.   |
| Lukas Klapfer    | WSV Eisenerz             | Team Normalschanze HS 100 / 4 × 5 km        | 5.   |
| Mario Stecher    | WSV Eisenerz             | Einzel Normalschanze HS 100 / 10 km         | 2.   |
| Mario Stecher    | WSV Eisenerz             | Einzel Großschanze HS 130 / 10 km           | 21.  |
| Mario Stecher    | WSV Eisenerz             | Team Normalschanze HS 100 / 4 × 5 km        | 5.   |

Cheftrainer der Kombinierer war Christoph Eugen.

## Skispringen

### Männer
| Athlet                | Verein                  | Wettbewerb                      | Rang |
| --------------------- | ----------------------- | ------------------------------- | ---- |
| Manuel Fettner        | SV Innsbruck-Bergisel   | Einzel Normalschanze HS 100     | 20.  |
| Manuel Fettner        | SV Innsbruck-Bergisel   | Einzel Großschanze HS 130       | 15.  |
| Manuel Fettner        | SV Innsbruck-Bergisel   | Mannschaft Großschanze HS 130   | 1.   |
| Andreas Kofler        | SV Innsbruck-Bergisel   | Kein Einsatz (Ersatz)           | -    |
| Stefan Kraft          | SV Schwarzach im Pongau | Einzel Normalschanze HS 100     | 33.  |
| Stefan Kraft          | SV Schwarzach im Pongau | Einzel Großschanze HS 130       | 23.  |
| Wolfgang Loitzl       | WSC Bad Mitterndorf     | Einzel Normalschanze HS 100     | 17.  |
| Wolfgang Loitzl       | WSC Bad Mitterndorf     | Einzel Großschanze HS 130       | 4.   |
| Wolfgang Loitzl       | WSC Bad Mitterndorf     | Mannschaft Großschanze HS 130   | 1.   |
| Thomas Morgenstern    | SV Villach              | Einzel Normalschanze HS 100     | 5.   |
| Thomas Morgenstern    | SV Villach              | Einzel Großschanze HS 130       | 16.  |
| Thomas Morgenstern    | SV Villach              | Mixed-Team Normalschanze HS 100 | 2.   |
| Thomas Morgenstern    | SV Villach              | Mannschaft Großschanze HS 130   | 1.   |
| Gregor Schlierenzauer | SV Innsbruck-Bergisel   | Einzel Normalschanze HS 100     | 2.   |
| Gregor Schlierenzauer | SV Innsbruck-Bergisel   | Einzel Großschanze HS 130       | 8.   |
| Gregor Schlierenzauer | SV Innsbruck-Bergisel   | Mixed-Team Normalschanze HS 100 | 2.   |
| Gregor Schlierenzauer | SV Innsbruck-Bergisel   | Mannschaft Großschanze HS 130   | 2.   |

Herren-Cheftrainer war Alexander Pointner.

### Frauen
| Athlet                     | Verein                  | Wettbewerb                      | Rang |
| -------------------------- | ----------------------- | ------------------------------- | ---- |
| Chiara Hölzl               | SV Schwarzach im Pongau | Einzel Normalschanze HS 100     | 9.   |
| Chiara Hölzl               | SV Schwarzach im Pongau | Mixed-Team Normalschanze HS 100 | 2.   |
| Katharina Keil             | NST Salzkammergut       | Einzel Normalschanze HS 100     | 36.  |
| Jacqueline Seifriedsberger | SC Waldzell             | Einzel Normalschanze HS 100     | 3.   |
| Jacqueline Seifriedsberger | SC Waldzell             | Mixed-Team Normalschanze HS 100 | 2.   |

Damen-Cheftrainer war Harald Rodlauer.
Die Skispringerin Daniela Iraschko versäumte die Weltmeisterschaften auf Grund einer im Weltcupspringen am 12. Jänner 2013 in Hinterzarten erlittenen Verletzung. Als Ersatz nominierte ÖSV-Damen-Cheftrainer Harald Rodlauer die junge Pongauerin Chiara Hölzl, die durch ihre Trainingsleistungen vor Ort überzeugte und dadurch als zweite Starterin für den Mixed-Wettbewerb genannt wurde. Mit der in diesem Wettbewerb gewonnenen Silbermedaille avancierte Hölzl zum jüngsten Medaillengewinner bzw. -gewinnerin des ÖSV bei Nordischen Skiweltmeisterschaften.

## Medaillenspiegel

### Gesamtstand
Endstand nach 21 Wettbewerben:
| Platz | Land       | Gold | Silber | Bronze | Summe |
| ----- | ---------- | ---- | ------ | ------ | ----- |
| 6     | Österreich | 1    | 5      | 1      | 7     |

### Nach Sportarten
Endstand nach 21 Wettbewerben:
| Platz | Sportart              | Gold | Silber | Bronze | Summe |
| ----- | --------------------- | ---- | ------ | ------ | ----- |
| -     | Skilanglauf           | 0    | 0      | 0      | 0     |
| 3     | Nordische Kombination | 0    | 3      | 0      | 3     |
| 1     | Skispringen           | 1    | 2      | 1      | 4     |

## Legende
- DNF = nicht beendet
- DNS = nicht gestartet
- Qu. = Qualifikation
- VF = Viertelfinale
- SF = Semifinale